# Hermann-Löns-Standbild

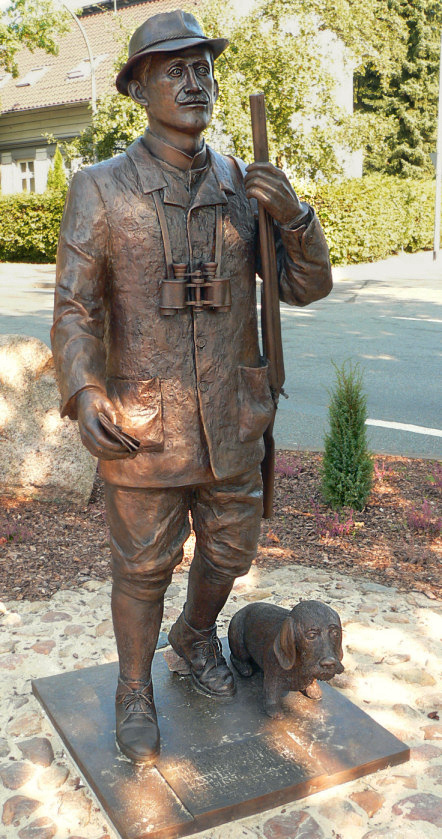
Hermann Löns als Jäger, Heger, Dichter und Naturschützer im Stadtwald Eckernworth, Walsrode;
2006 aufgestellte Arbeit der Bildhauerin Marlies Leonardy-Rex

Das Hermann Löns-Standbild in Höhe des Gebäudes Hermann-Löns-Straße 9 im Walsroder Stadtwald Eckernworth zeigt den Heimatdichter Hermann Löns. Der Heimatdichter hatte den Walsroder Stadtwald Eckernworth, in dessen Waldwirtschaft er oft logierte, zu den besonderen Sehenswürdigkeiten der heutigen „Hermann-Löns-Stadt“ gezählt.

## Geschichte und Beschreibung
Das Standbild schuf die Bildhauerin Marlies Leonardy-Rex nach einem Gemälde von Wilhelm Kruke. Dabei gestaltete die Künstlerin ein lebensgroßes Abbild von Hermann Löns als Jäger, Heger, Dichter und Naturschützer mit Fernglas, Jagdgewehr, Schreibblock und seinem Teckel namens „Battermann“. Die Statue zeigt den Dichter in Jagduniform und einem mit einer zeittypischen Kordel versehenen Jägerhut. Die selbstgestrickten kniehohen Socken waren ebenso typisch für den Dargestellten wie die offenen, ausgebeulten Taschen, die die von Löns oftmals mitgeführten Butterbrote andeuten sollen.
Die als Bronzeguss gearbeitete Statue wurde auf einem Fundament verankert. Zu Füßen der Figur findet sich eine Platte mit den Namen der Hauptsponsoren. Neben der Skulptur wurde ein kleiner Stein mit der eingemeißelten Inschrift „Hermann Löns 1866 – 1914“ verlegt. Dabei wurde für das „bis-Zeichen“ das Symbol der Wolfsangel verwendet, die Löns oftmals unter seine Unterschriften setzte. Die ebenerdige  Figur „zum Anfassen“ wurde neben einem hohen Baum aufgestellt und lässt den Dargestellten trotz seiner Lebensgröße eher klein erscheinen.
Um die Figur wurde Kopfsteinpflaster verlegt, die Statue selbst wurde mit einem Schutzfilm überzogen, durch den eventueller Vandalismus mittes Sprayfarben leichter wieder entfernbar wird.
Durch den persönlichen Einsatz der Präsidentin des Löns-Verbandes, Monika Seidel, kamen in einer Spenden-Sammlung die Gelder für die Kosten von insgesamt rund 137.000 Euro für die Modellierung, das Material und den Guss zusammen. Das Standbild wurde schließlich ein Geschenk des Löns-Verbandes an die Stadt Walsrode und wurde anlässlich des 140. Geburtstages des Heimatdichters am 2. September 2006 durch Heinrich Prinz von Hannover feierlich enthüllt.